# Courteney Cox
Courteney Cox (přechýleně Coxová), rodným jménem Courteney Bass Cox, po svatbě s Davidem Arquettem až do rozvodu Courteney Cox Arquette (přechýleně Coxová Arquetteová, druhým příjmením častokrát nebyla označována), (* 15. června 1964 Birmingham) je americká filmová a televizní herečka, producentka a modelka. Její nejznámější rolí je postava Moniky Gellerové v seriálu Přátelé a postava Gale Weathersové ve filmové sérii Vřískot.

## Život
Narodila se podnikateli a chůvě v Birminghamu v Alabamě, později se otec přestěhoval na Floridu a ona s matkou a jejím přítelem do New Yorku. Po absolvování střední školy pokračovala studiem architektury na Mount Vernon College for Women, kterou nedokončila, a začala se věnovat práci modelky a herečky. Je první ženou, která vyslovila slovo perioda v americké televizi. Stalo se tak v roce 1985 v reklamě na tampóny Tampax. Později hrála v klipu Bruce Springsteena a v několika televizních seriálech jako například Show Jerryho Seinfelda.
Později byla přítelkyní Iana Copelanda, Adama Duritze a Michalea Keatona.
V roce 1994 začala účinkovat v sitcomu Přátelé, role Moniky Gellerové jí přinesla velký úspěch.
Po seznámení s Davidem Arquettem se za něj v sobotu 12. června 1999 provdala při anglikánském obřadu. Mají dceru Coco Riley Arquettovou.
V roce 1999 se podrobila laserové operaci očí (pomocí femtosekundového laseru).
Courteney Coxová se také objevila také ve filmech Ace Ventura: Zvířecí detektiv, Vřískot, Vřískot 2, Vřískot 3, Vřískot 4, Vřískot a Vřískot 6.